# Gustaf Norrman
Gustaf Norrman, född 23 februari 1873 Umeå och död 13 maj 1936 i Uppsala, studierektor vid Fjellstedtska skolan i Uppsala 1920-1936.
Studentexamen 1891 och teologie kandidat-examen 1901 samt folkskolelärarexamen 1902 Anställd vid Fjellstedtska skolan i Uppsala 1903. Studierektor vid skolan från 1920.
Översatte Martin Luthers 95 teser , vilket är den första tryckta översättningen till svenska till 400-årsjubileet 1917 av startpunkten för reformationen. Han översatte också Luthers Tractatus de libertate Christiana till svenska.
Norrman är begravd på Gamla kyrkogården i Uppsala.